# Playoffs NBA 1973
Navigation
1972 1974
Les playoffs NBA 1973 sont les playoffs de la saison 1972-1973. Ils se terminent sur la victoire des Knicks de New York face aux Lakers de Los Angeles quatre matches à un lors des Finales NBA.

## Classements en saison régulière
| Conférence Est | Conférence Est         | Conférence Est | Conférence Est | Conférence Est |
| No             | Franchise              | Vic.           | Déf.           | PCT            |
| -------------- | ---------------------- | -------------- | -------------- | -------------- |
| 1              | Celtics de Boston      | 68             | 14             | 82.9           |
| 2              | Knicks de New York C   | 57             | 25             | 69.5           |
| 3              | Bullets de Baltimore   | 52             | 30             | 63.4           |
| 4              | Hawks d'Atlanta        | 46             | 36             | 56.1           |
|                |                        |                |                |                |
| 5              | Rockets de Houston     | 33             | 49             | 40.2           |
| 6              | Cavaliers de Cleveland | 32             | 50             | 39.0           |
| 7              | Braves de Buffalo      | 21             | 61             | 21.6           |
| 8              | 76ers de Philadelphie  | 9              | 73             | 11.0           |

| Conférence Ouest | Conférence Ouest           | Conférence Ouest | Conférence Ouest | Conférence Ouest |
| No               | Franchise                  | Vic.             | Déf.             | PCT              |
| ---------------- | -------------------------- | ---------------- | ---------------- | ---------------- |
| 1                | Bucks de Milwaukee         | 60               | 22               | 73.2             |
| 2                | Lakers de Los Angeles      | 60               | 22               | 73.2             |
| 3                | Bulls de Chicago           | 51               | 31               | 62.2             |
| 4                | Warriors de Golden State   | 47               | 35               | 57.3             |
|                  |                            |                  |                  |                  |
| 5                | Pistons de Détroit         | 40               | 42               | 48.8             |
| 6                | Suns de Phoenix            | 38               | 44               | 46.3             |
| 7                | Kings de Kansas City-Omaha | 36               | 46               | 43.9             |
| 8                | SuperSonics de Seattle     | 26               | 56               | 31.7             |
| 9                | Trail Blazers de Portland  | 21               | 61               | 25.6             |

C - Champions NBA

## Tableau
|  | Demi-finales de Conférence | Demi-finales de Conférence | Demi-finales de Conférence |                       |   | Finales de Conférence    | Finales de Conférence | Finales de Conférence |  |  | Finales NBA | Finales NBA        | Finales NBA |
|  |                            |                            |                            |                       |   |                          |                       |                       |  |  |             |                    |             |
|  | 1                          | Celtics de Boston          | 4                          |                       |   |                          |                       |                       |  |  |             |                    |             |
|  | 4                          | Hawks d'Atlanta            | 2                          |                       |   |                          |                       |                       |  |  |             |                    |             |
|  | 4                          | Hawks d'Atlanta            | 2                          |                       | 1 | Celtics de Boston        | 3                     |                       |  |  |             |                    |             |
|  | Conférence Est             |                            |                            |                       | 1 | Celtics de Boston        | 3                     |                       |  |  |             |                    |             |
|  |                            |                            | 2                          | Knicks de New York    | 4 |                          |                       |                       |  |  |             |                    |             |
|  | 3                          | Bullets de Baltimore       | 2                          | Knicks de New York    | 4 | 1                        |                       |                       |  |  |             |                    |             |
|  | 3                          | Bullets de Baltimore       |                            |                       |   | 1                        |                       |                       |  |  |             |                    |             |
|  | 2                          | Knicks de New York         | 4                          |                       |   |                          |                       |                       |  |  |             |                    |             |
|  |                            |                            |                            |                       |   |                          |                       |                       |  |  | E2          | Knicks de New York | 4           |
|  |                            |                            | O2                         | Lakers de Los Angeles | 1 |                          |                       |                       |  |  |             |                    |             |
|  | 1                          | Bucks de Milwaukee         | 1                          |                       |   |                          |                       |                       |  |  |             |                    |             |
|  | 4                          | Warriors de Golden State   | 4                          |                       |   |                          |                       |                       |  |  |             |                    |             |
|  | 4                          | Warriors de Golden State   | 4                          |                       | 1 | Warriors de Golden State | 1                     |                       |  |  |             |                    |             |
|  | Conférence Ouest           |                            |                            |                       | 1 | Warriors de Golden State | 1                     |                       |  |  |             |                    |             |
|  |                            |                            | 2                          | Lakers de Los Angeles | 4 |                          |                       |                       |  |  |             |                    |             |
|  | 3                          | Bulls de Chicago           | 2                          | Lakers de Los Angeles | 4 | 3                        |                       |                       |  |  |             |                    |             |
|  | 3                          | Bulls de Chicago           |                            |                       |   | 3                        |                       |                       |  |  |             |                    |             |
|  | 2                          | Lakers de Los Angeles      | 4                          |                       |   |                          |                       |                       |  |  |             |                    |             |